# Chapelle Rinuccini
La chapelle Rinuccini est la chapelle ouverte à l'Est dans la sacristie (accessible par le côté droit du transept) de la basilique Santa Croce à  Florence. Elle possède un cycle de fresques de Giovanni da Milano sur le registre supérieur et du Maestro della Cappella Rinuccini, identifié comme étant Matteo di Pacino, sur le registre inférieur, et autant par Luciano Bellosi citant le peintre immatriculé à l'Arte dei Medici e Speziali depuis 1359.

## Histoire
D'abord celle des Guidalotti, la chapelle devient celle des Rinuccini comme en témoigne l'inscription datant de 1371 sur le chancel :

« A.D. MCCCLXXI. Ad honorem Nativitatis Beate Marie Virginis et S. M. Magdalene; pro anima Lapi Rinuccini et descendentium. »

Diverses pérégrinations sur le paiement de la réalisation des fresques les retarderont (début des travaux entre 1363 et 1365, fin des travaux entre 1366 et 1369) et le peintre interrompit le chantier plusieurs fois pour s'occuper d'autres réalisations (ce qui était formellement interdit dans les contrats).

## Iconographie
Une symétrie certaine existe entre les deux parois peintes sur les vie des deux Maries la Vierge Marie et de Marie-Madeleine : 
- les lunettes exposent un épisode douloureux,
- les panneaux suivants du registre médian alternent scène d'intérieur puis d'extérieur

## Description

### Paroi de  gauche: les épisodes de la « Vie de la Vierge»
Registre supérieur de Giovanni da Milano
(depuis le haut) 
- Lunette : Expulsion de Joachim du Temple (315 × 520 cm),
- Panneau : Le Songe de Joachim (215 × 270 cm chaque),
- Panneau :  La Rencontre à la Porte d'or,
- Panneau :La Nativité de la Vierge,

Registre inférieur complété par Matteo di Pacino
- Panneau : La Présentation de la Vierge au Temple,
- Panneau : Le Mariage de la Vierge.

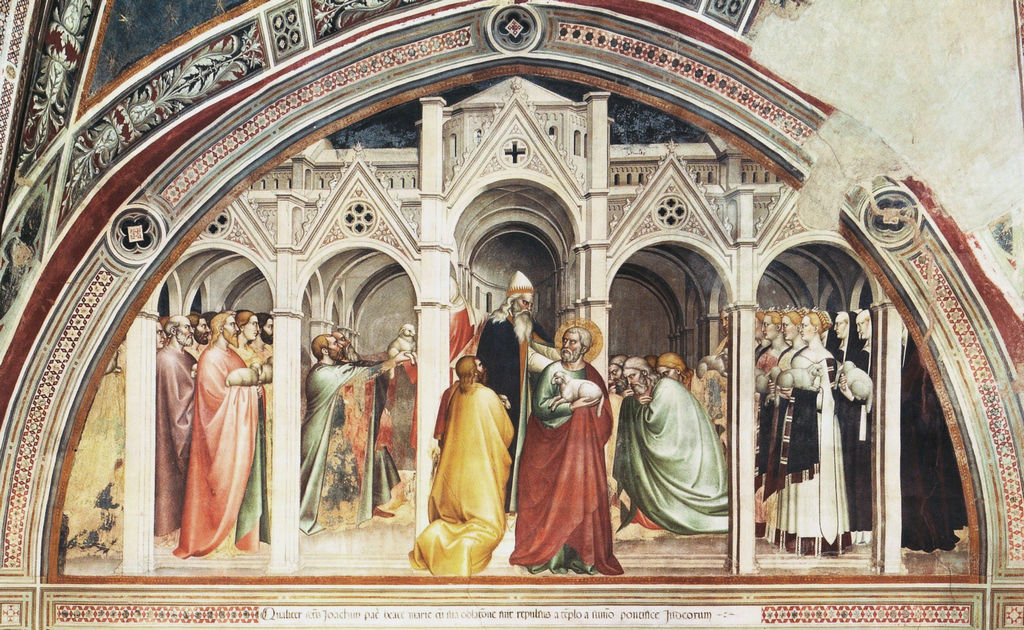
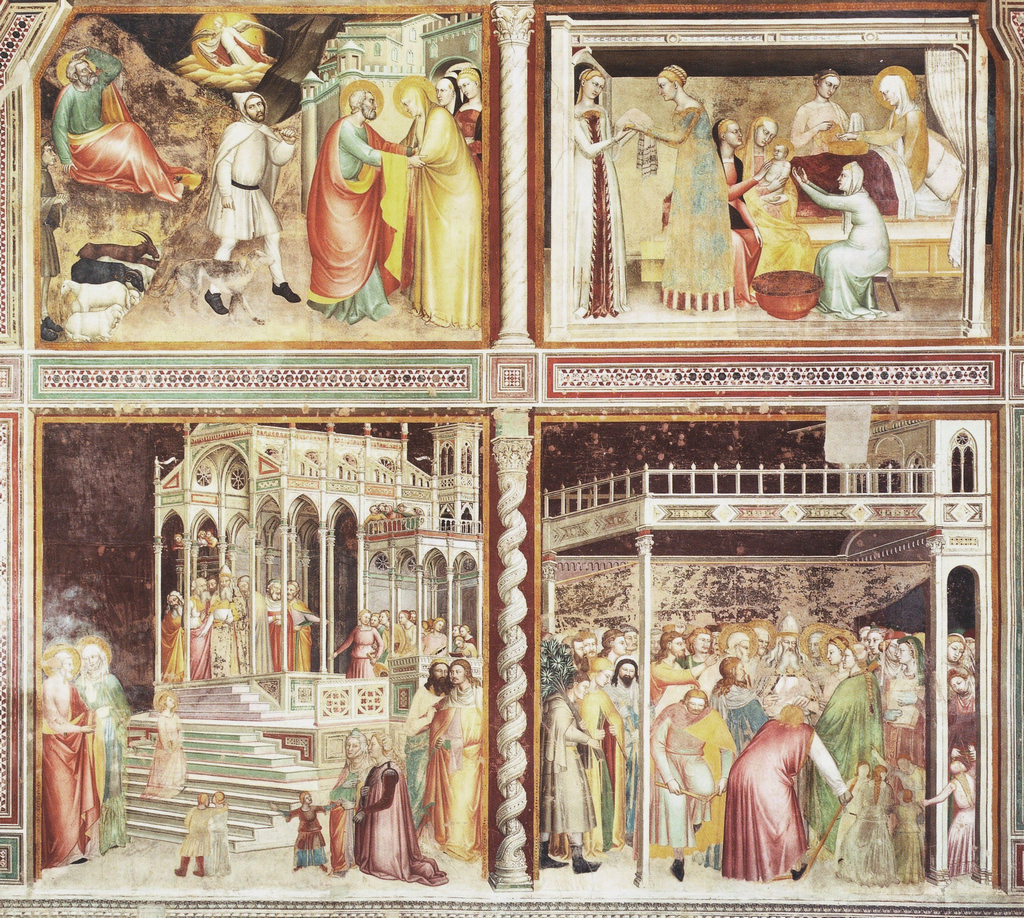

### Paroi de  droite: les épisodes de la «Vie de Marie-Madeleine»
Registre supérieur de Giovanni da Milano
- Lunette : Le Repas chez Simon le Pharisien (315 × 520 cm),
- Panneau :  Le Christ chez Marie et Marthe (215 × 270 cm chaque),

Registre inférieur complété par Matteo di Pacino
- Panneau : La Résurrection de Lazare,
- Panneau :  Noli me tangere,
- Panneau : Le Prince de Marseille retrouve son épouse et son enfant sauvés par la sainte.

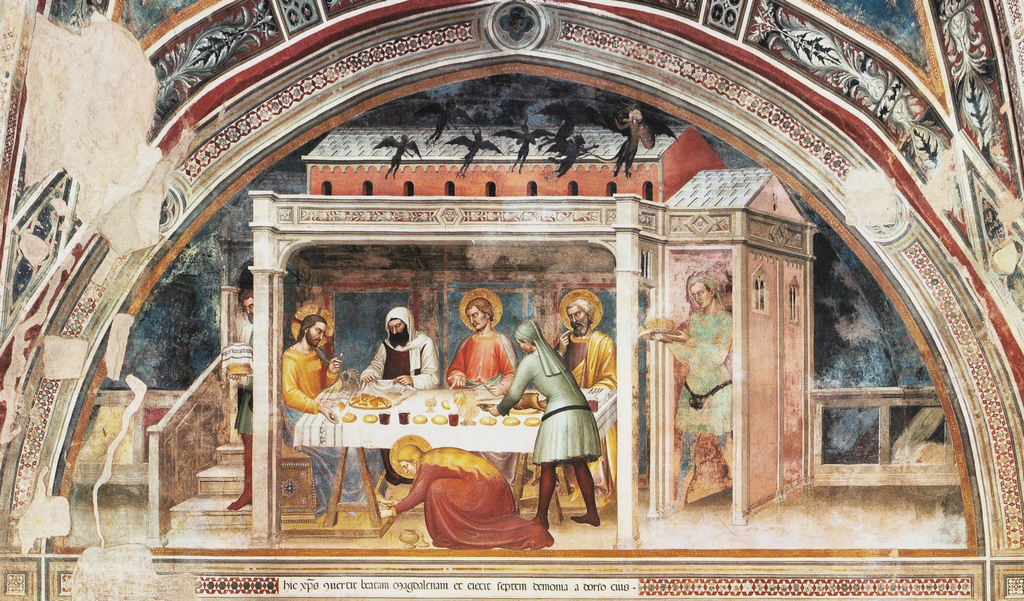
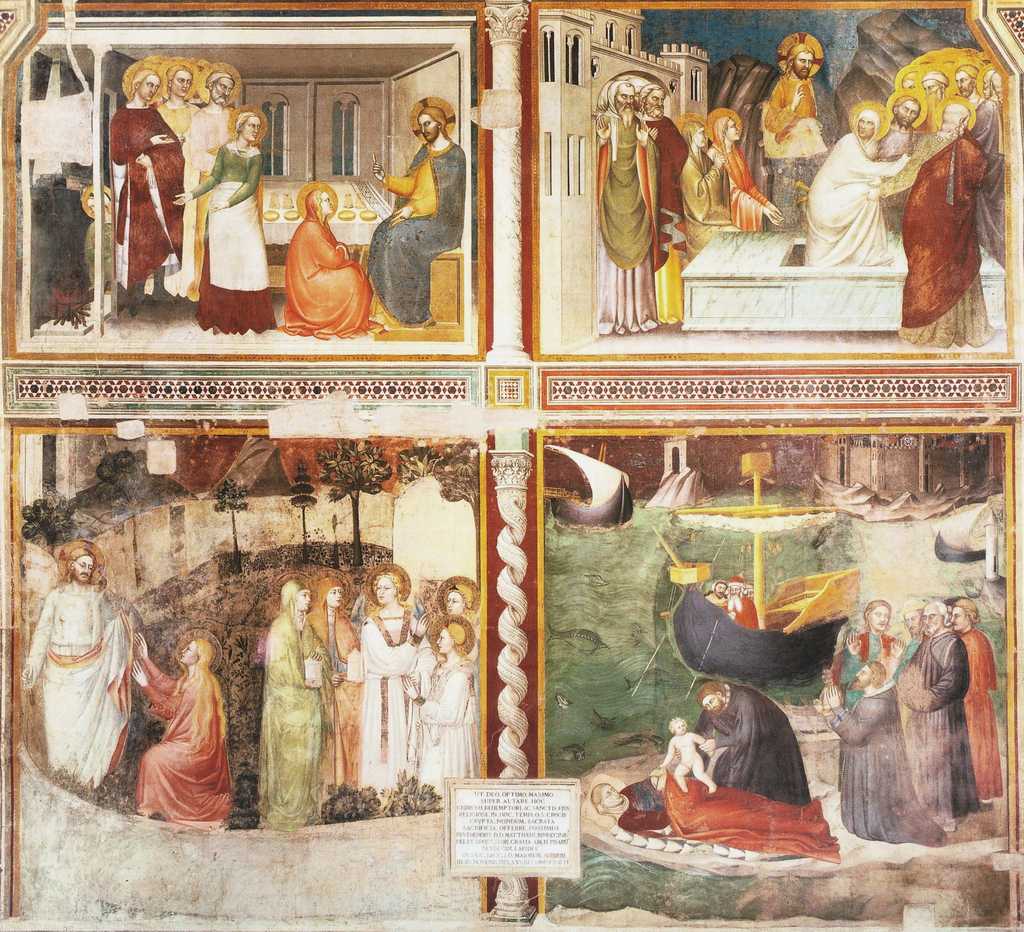

### Voûte
- Le Christ bénissant en tondo sur la clef de voûte.
- Quatre Prophètes dans les encadrements trilobés des voûtains décorés d'étoiles sur fond bleu.

Le polyptyque de l'autel est de Giovanni del Biondo.

### Intrados
- Les douze apôtres en buste tenant des phylactères du Credo.
- sur les piliers : quatre saints franciscains en pied se faisant face :
  - registre médian, du côté gauche, saint François et saint Louis de Toulouse  à droite;
  - registre inférieur, saint Antoine de Padoue avec en face, un autre saint franciscain.

### Autres œuvres
La grille d'entrée originale date de 1371.

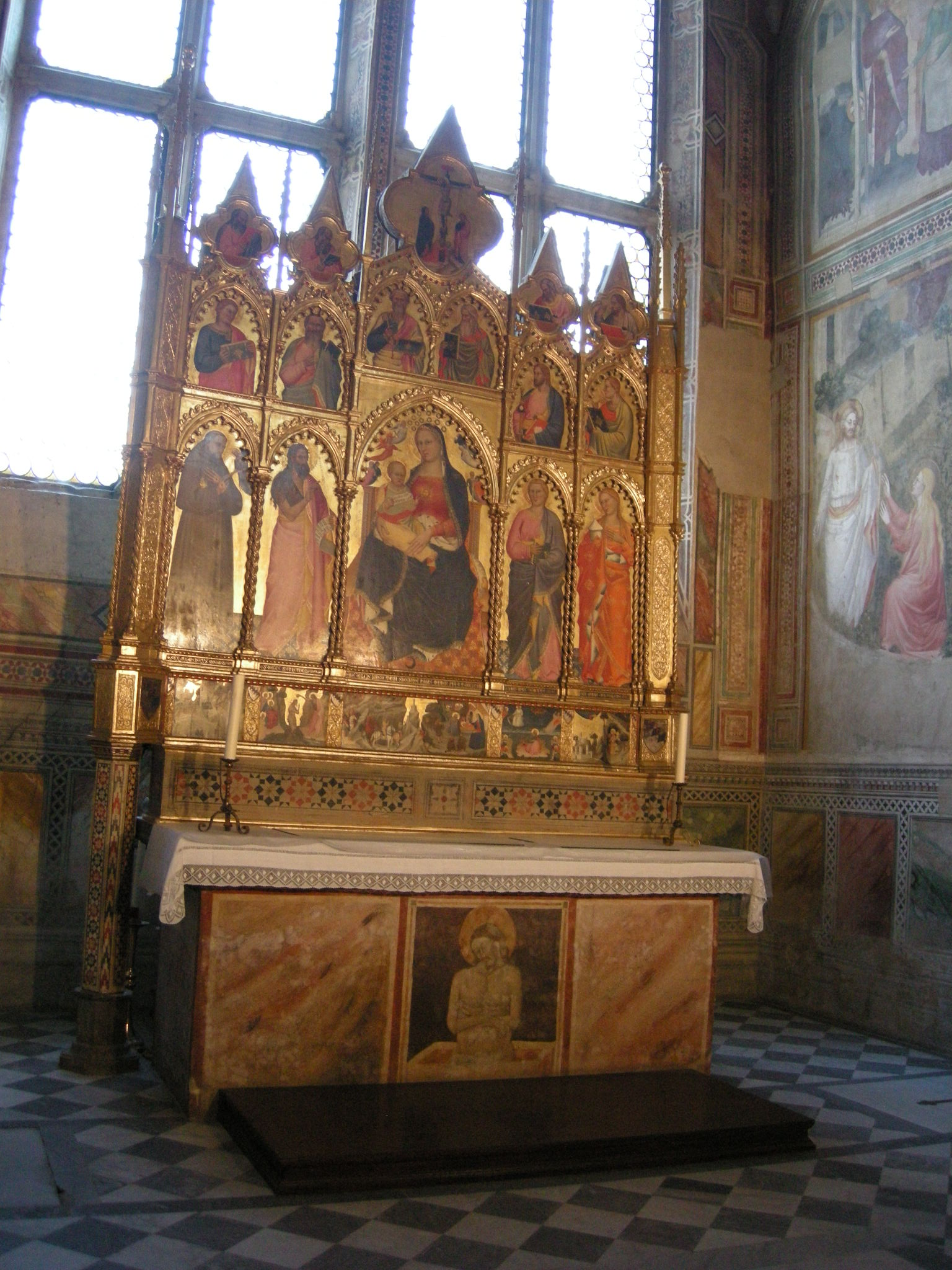
Polyptyque de Giovanni del Biondo.
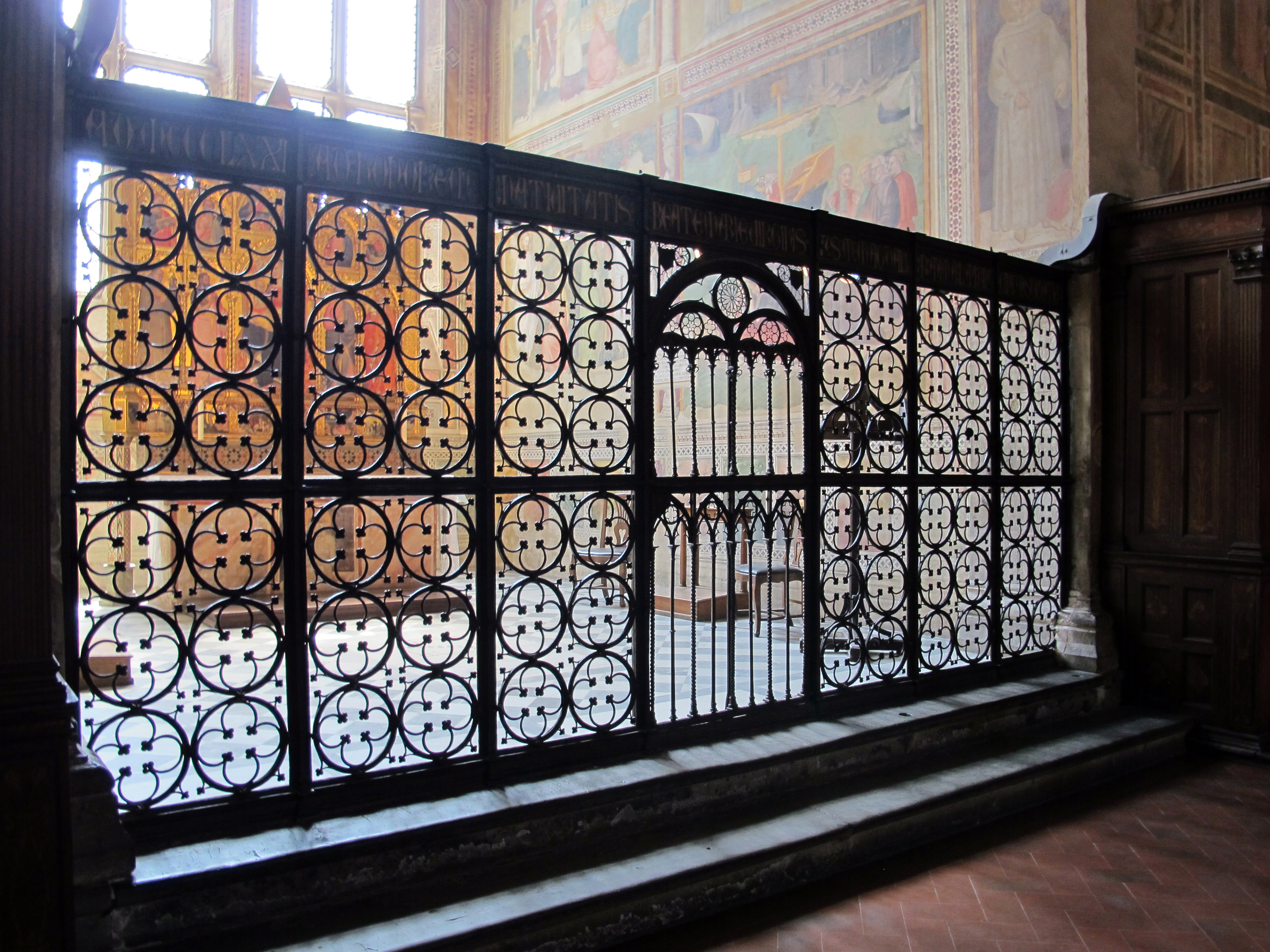
Grille

## Sources
- (it) « Firenze e provincia (Guida Rossa) ». Guida d'Italia. Milan : Edizioni Touring Club Italiano. 2007.